# Dejan Bodiroga
Dejan Bodiroga (cyrilicí Дејан Бодирога, * 2. března 1973, Zrenjanin) je bývalý srbský basketbalista.
Měří 205 cm, hrál na pozici křídla nebo pivota. Stal se italským mistrem s týmem Olimpia Miláno, vyhrál Euroligu v letech 2000 a 2002 za Panathinaikos BC a v roce 2003 za FC Barcelona Regal. S jugoslávskou reprezentací se stal třikrát mistrem Evropy (1995, 1997, 2001) a dvakrát mistrem světa (1998, 2002), byl vyhlášen nejužitečnějším hráčem MS 1998. V roce 2002 vyhrál hlasování sportovních novinářů o nejlepšího basketbalistu Evropy, byl zvolen nejlepším sportovcem Jugoslávie za roky 1998 a 2002. V roce 2008 byl zařazen mezi padesát největších osobností v historii Euroligy.